# 福島敦子 (アニメーター)
福島 敦子（ふくしま あつこ）は、大阪府出身のアニメーター、イラストレーター、キャラクターデザイナー、アニメ監督。
代表作に『ポポロクロイス物語』（キャラクターデザイン）など。夫はアニメーターの森本晃司。

## 略歴
高校時代に『ザ・ファイヤー・Gメン』などを見てアニメに興味を持ち、嵯峨美術短期大学入学、大谷敦子などとアニメ同好会を作る。
卒業後はテキスタイル・デザイン会社で貯金をし、マッドハウスに入社。最初の仕事は原画のクリンナップだったので、動画の経験は無いという。
その後、あんなぷるを経て、森本晃司と出会いフリーに。『魔女の宅急便』の時に子供が生まれており、仕事を一時中断している。

## 作品リスト

### アニメ
- 1980年 ニルスのふしぎな旅（原画）
- 1980年 のどか森の動物大作戦（原画）
- 1980年 劇場 まことちゃん（原画）
- 1980年 TV あしたのジョー2（原画）
- 1981年 劇場 あしたのジョー2（原画）
- 1981年 ユニコ（クリンナップ）
- 1982年 劇場 SPACE ADVENTURE コブラ（原画）
- 1982年 TV スペースコブラ（原画）
- 1983年 劇場 ゴルゴ13（原画）
- 1983年 TV 未来警察ウラシマン（原画、26話）
- 1984年 TV SF新世紀 レンズマン（原画）
- 1985年 劇場 カムイの剣（原画）
- 1987年 劇場 グリム童話 金の鳥（画面構成、原画）※制作は1984年頃
- 1987年 劇場 ほえろブンブン（原画）
- 1987年 劇場 Manie-Manie 迷宮物語 「ラビリンス＊ラビリントス」（キャラクターデザイン、作画監督、原画）
- 1987年 OVA ロボットカーニバル 「オープニング」「エンディング」（キャラクターデザイン、原画）
- 1987年 劇場 ルパン三世 風魔一族の陰謀（原画）
- 1988年 劇場 AKIRA（原画）
- 1989年 劇場 魔女の宅急便（原画）
- 1991年 劇場 とべ!くじらのピーク（原画）
- 1993年 OVA アニメ・アート・ビデオ・コレクション 童話 「ジャックと豆の木」（絵コンテ、キャラクターデザイン、作画監督）
- 1995年 劇場 MEMORIES 「EPISODE 1 MAGNETIC ROSE 彼女の想いで」（原画）
- 1995年 PV ケン・イシイ - EXTRA（原画）
- 1996年 デモ トビラを開けて（NTT ON-DEMANDデモ映像）（原画）
- 2005年 PV 宇多田ヒカル - FLUXIMATION 「#11 You Make Me Want To Be A Man」
- 2006年 劇場 Genius Party＜ジーニアス・パーティ＞ 「GENIUS PARTY」監督
- 2011年 OVA ブラック・ジャック FINAL（原画）
- 2012年 ゲーム アスラズ ラース 第11.5話「あの力はまずい」（2012年）原画
- 2014年 劇場 ジョバンニの島（キャラクター原案）
- 2016年 この世界の片隅に（原画）
- 2020年 劇場 えんとつ町のプペル（キャラクターデザイン）
- 2022年 劇場 犬王（作画監督）
- 2023年 劇場 君たちはどう生きるか（原画）

### イラストレーション・キャラクターデザイン
- 1981年 PR映画 - 電話の天使、電話の悪魔 電話のマナーは思いやり（サブキャラクターデザイン）
- 1995年 小説 松村美樹子 - さよならの日から（イラスト）
- 1996年 ゲーム ポポロクロイス物語（キャラクターデザイン、イメージイラストレーション）
- 1998年 ゲーム ポポローグ（キャラクターデザイン）
- 1998年 小説 ゆうきえみ - 少年アキラ（イラスト）
- 2000年 ゲーム ポポロクロイス物語II（キャラクターデザイン）
- 2003年 ゲーム ポポロクロイス物語 はじまりの冒険（キャラクターデザイン、ED作画）
- 2003年 アニメ ポポロクロイス（キャラクターデザイン）
- 2006年 ゲーム コンタクト（キャラクターデザイン）
- 2008年 小説 将吉 - ハルベリー・メイの十二歳の誕生日（イラスト）
- 2013年 小説 田森庸介 - 金の月のマヤ（イラスト）
- 2015年 小説 田森庸介 - ポポロクロニクル（イラスト）